# Движение за прогресс Мадагаскара
Движение за прогресс Мадагаскара (малаг. Mpitolona ho an’ny Fandrosoan’i Madagasikara, MFM), Активисты за прогресс Мадагаскара (фр. Militant pour le progrès de Madagascar) — политическая партия на Мадагаскаре вначале радикального левого, а затем либерального толка. Председатель партии — Манандафи Ракутунирина.

## История
Была основана 27 декабря 1972 года под названиями Партия за власть пролетариата (Партия пролетарской власти, фр. Mouvement pour le pouvoir prolétarien) на французском и «Борцы за власть простым людям — Борцы в защиту революции» (малаг. Mpitolona ho amin’ny Fanjakana ny Madinika, MFM-MFT) на малагасийском.
Ранее в том же году возникший вслед за революционными выступлениями студенчества «Малагасийского мая» 1972 года Общий комитет борьбы (координационный комитет забастовочных комитетов для студентов и педагогов, рабочих и молодёжи) вынудил подать в отставку президента Филибера Циранану, однако его место занял генерал Габриэль Рамананцуа. Созданная на основе этих комитетов зачинщиком «Малагасийского мая» Манандафи Ракутунириной Партия за власть пролетариата выступала как левая оппозиция пришедшему к власти военному режиму.
В тот период целями партии были «самоуправление рабочих» и «государство и экономика, управляемые революционной пролетарской массой». С приходом к власти Дидье Рацираки MFM-MFT оставалась в оппозиции и была объявлена вне закона в сентябре 1976 года, но позже согласилась поддержать Хартию малагасийской социалистической революции и присоединиться к Национальному фронту защиты революции (FNDR) — проправительственной коалиции 6 партий во главе с Авангардом Малагасийской революции (АРЕМА).
Однако её положение было наиболее оппозиционным среди разрешённых партий. Советские источники, поддерживавшие режим Демократической республики Мадагаскар, обозначали партию «Борцы за власть простым людям» как «дестабилизирующий фактор в жизни страны», отражающий настроения «наиболее экстремистски настроенных слоёв населения» и опирающийся на «небольшую часть крестьян и низкооплачиваемых рабочих». На выборах 1983 года она заняла второе место с 10,86 % голосов и 3 депутатами из 137.
Весной 1989 года она составила конкуренцию власти на парламентских выборах, улучшив результат до 11,04 % голосов и 7 депутатов, и президенту Рацираке на президентских. Ракутунирина занял второе место с 19,33 % поданных голосов, что закрепило статус его партии MFM-MFT как нового лидера оппозиции.
Партия была частью движения, которое вынудило Рацираку отказаться от власти в 1991 году. На следующих парламентских выборах 1993 года у неё было второе место и уже 15 депутатов. Она также поддержала кандидатуру Марка Раваломанана против Рацираки на президентских выборах в декабре 2001 года и помогла убедить кандидата не принимать первый официальный результат, а объявить себя победителем.
К этому моменту партия перешла на позиции либерализма и сменила название в 1990 году. С 1994 года она работала с Либеральным интернационалом, к которому присоединилась на его Марракешском конгрессе в 2006 году, и поныне является членом-наблюдателем от Мадагаскара. После выборов в Национальное собрание 23 сентября 2007 года она больше не представлена в парламенте. Печатным органом партии была газета «Ндау» («Вперёд»).